# Katastroof
Katastroof is een Vlaamse muziekgroep. De leden zingen in het Antwerps. Hun repertoire bestaat uit drinkliederen, protestsongs tegen de kerk en religies in het algemeen, commentaar op de politiek en maatschappelijke fenomenen, vrouwen, seks, enz. Hun teksten zijn humoristisch, sarcastisch en niet zelden gewaagd. Daarnaast bevat hun repertoire ook meer ernstige ballades.

## Historiek
De groep werd in 1977 in Antwerpen opgericht door vier twintigers met de bijnamen Rob de Snob, Jos Smos, Jimmeke 't Slimmeke en Zjuul Krapuul. De intentie was om een eenmalig optreden te geven maar de band bleef bestaan. Hun bekendste nummers zijn: Ikkekannekik (a schaamhaar zien)", Zuipen, Met De Wijven Niks As Last, De Paterkesdans, De Man Is Minderwaardig, Den Boom in
Al sinds zijn ontstaan profileert de groep zich als anarchistisch en atheïstisch. Hoewel ze beweren geen politieke kleur te hebben, bevat hun oudere repertoire vooral liederen tegen de hypocrisie van de toenmalige CVP. Uit die periode stammen ook hun nummers die kritiek uiten op kernwapens en de politie.
Qua muziekstijl is Katastroof geneigd tot experimenteren met onder andere rap, reggae en rock-'n-roll, meestal in de humoristische en sarcastische sfeer, maar de favoriete stijl is folk. Deze stijl is ook het meest geliefd bij de fans. De groepsleden maken vaak gebruik van folkinstrumenten.
Sinds de oprichting toerden ze bijna non-stop doorheen heel Vlaanderen, en brachten ondertussen bijna 30 cd's uit.
In 1999 verliet Jimmeke 't Slimmeke de groep. Hij start later zijn eigen Antwerpse project, Halfzeven Doenker.
In 2000 verschenen er remixen van Zuipen en Met De Wijven Niks As Last waarmee Katastroof in de Ultratop kwam te staan.
In 2002 kwam Stef Bef bij de band, eerst meer op de achtergrond als extra muzikant, later ook als frontman en componist.
Rob de Snob verliet in 2005 de groep. Jos, Zjuul en Stef gingen van 2005 tot 2021 verder als trio.
In 2007 tekende Tom Metdepenningen naar aanleiding van het 30-jarig bestaan een reeks vedettestripgags over de groep, die begin 2008 in albumvorm uitkwam onder de titel De Strippende Stroof. In 2011 figureerden de drie groepsleden nogmaals als stripfiguren naast Piet Pienter en Bert Bibber in Op het spoor van Pom, een hulde-uitgave ter ere van striptekenaar Pom.
Hun 30-jarig bestaan was aanleiding tot het langste interview dat ze ooit op Radio 1 bij de VRT gegeven hebben. Hierin stelden ze dat Katastroof (naar eigen zeggen) reeds lange tijd nummer één vermeld staat bij de illegale internetdownloads van Nederlandstalige muziek.
Begin 2008 verleende de groep zijn medewerking aan de internationale release van de single De Pinguïndans. Zij leverden de Antwerpse versie van het nummer.
Recentelijk verspreidt de groep regelmatig liedjes en videoclips op het internet over actuele thema's zoals het hoofddoekenverbod (Ik Geil Oep Hoefddoeke), de Oosterweelverbinding (Laat de Wapper Maar Komen) en de pedofilieschandalen in de Kerk (Het Ontdopingslieke). In november 2011 verscheen het album Katastrofalia, waarop deze themaliedjes verzameld staan.
In 2010 nam de groep een live-album op, dat op 22 februari 2011 verscheen onder de naam (Niks oem 't) Lijf!.
Op 1 mei 2011 richtte Katastroof, naar analogie met de Snorrenclub Antwerpen, de Katastrofale Baardenclub op. Bij de lancering hoorden drie officiële clubliederen. Er wordt via een poll op hun website maandelijks een "Baard van de Maand" gekozen uit drie kandidaten: een historisch figuur, een nog levend persoon en een fictief persoon. Op het einde van het jaar wordt uit de 12 winnaars een officiële "Baard van het Jaar" verkozen.
Op 20 mei 2012 werd de officiële biografie voorgesteld (geschreven door Jos Smos) van de groep met als titel Katastroof: De Geschiedenis van een Antwerps Fenomeen en als ondertitel 35 Jaar Niks As Last.
In de aanloop naar het 35-jarige jubileum van de band in 2012, werkte Katastroof aan het album Vrindjespolletiek waarop gastvedetten uitgenodigd werden voor een duet. Onder andere Ivan Heylen, Lies Lefever, Quatsch (met Eli de zoon van Jos), Belgian Asociality, An Nelissen en Kommil Foo werkten aan dit album mee. Het verscheen op 27 maart 2013.
Op het album Loezers keerde de groep terug naar de muzikale roots, door in de studio enkel akoestische volksinstrumenten te gebruiken.

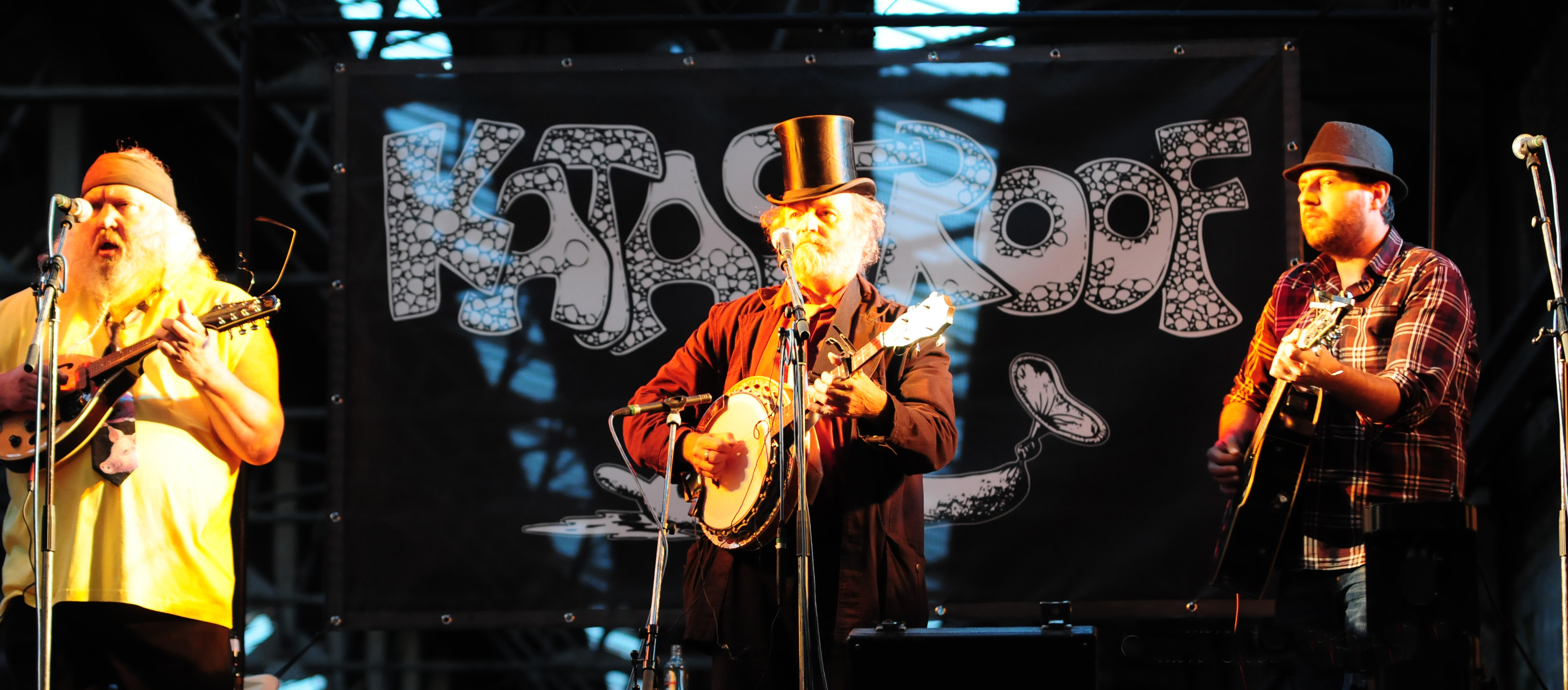
Zjuul Krapuul, Jos Smos en Stef Bef

Het album Katastrofalia kreeg na 5 jaar een vervolg: Katastrofalia 2: Van 't Schap, met nogmaals een verzameling out-takes van de periode 2010-2016. Onverwacht bereikte de groep met dit album haar hoogste plaats in de Ultratop sinds het Best Of album van 2000.
In 2017 bestond Katastroof 40 jaar en lanceerde de groep het driedubbele album 40 Jaar Katastroof met daarop 40 liedjes die een muzikaal overzicht van hun carrière vormen en 14 nieuwe tracks die het album Het Leger des Geils vormen. Het haalde een week na de release de 9de plaats in de Ultratop. De hoogste positie voor een Katastroofalbum ooit. Ook was er een jubilee-concert op de grote markt, met enkele gasten, zoals Tourist LeMC.
In mei 2017 bracht de groep ook een liedboek uit getiteld Al Ons Liekes (van Afscheid tot Zuipe) waarin meer dan 400 songteksten verzameld werden. Veel van de teksten zijn voorzien van gitaarakkoorden.
Op 16 november 2018 kwam "Karstekinnekes" uit, een kerstalbum met daarop humoristische bewerkingen van bekende kerstliederen en eigen composities.
In 2021 Verliet Stef Bef de band, dit na onenigheden met Zjuul Krapuul en diens sympathieën voor Jürgen Conings.
Op zaterdag 22 mei 2021 verklaarde Stef Bef wegens onenigheid met de Zjuul Krapuul Katastroof te verlaten. Hierop verklaarde Jos Smos op pinkstermaandag 24 mei 2021 in een plaatselijke krant om tussen de twee te bemiddelen, maar dit was zonder succes. Jos en Zjuul starten een zoektocht naar een nieuw lid om de groep te versterken. Een van deze kandidaten was Wout Stout, geboren Antwerpenaar, wonende in Ranst.
In datzelfde jaar besliste Zjuul dat het ook voor hem genoeg was. Eli, de zoon van Jos Smos, wou zich kandidaat stellen als nieuw groepslid, en dit was voor Zjuul de druppel om ook te stoppen. Zjuul verklaarde dat hij niet in een familiebedrijf wou terechtkomen. Op zondag 12 september kondigde Zjuul Krapuul aan de Antwerpse muziekgroep Katastroof na 44 jaar te verlaten. Enkele maanden nadat Steven Boers, alias Stef Bef, de Antwerpse cultgroep Katastroof verliet na een meningsverschil, besliste ook Zjuul Krapuul om de groep vaarwel te zeggen. Dit kondigde de muzikant aan op Twitter.
Op de website van Katastroof werd op vrijdag 17 september 2021 aangekondigd dat Jos Smos samen met Eli en Wout Stout met Katastroof verder ging.
In november 2021 kondigde de band aan dat ze zelf alle oude albums op de digitale platformen hebben geplaatst.
Om de horeca te steunen, na de moeilijke corona-periode, gaf Katastroof in maart 2022 enkele gratis concerten in cafés.
Katastroof hield op 9 september 2022 vanaf 17 uur een gratis optreden op de Dageraadplaats ter ere van hun 45-jarige bestaan. Dit ging gepaard met een nieuwe cd 'Zottekot', een eigen bier en een nieuwe update van het biografieboek  'Katastroof, een Antwerpse saga'
Ronny Retro kondigt op 21 juni 2023 via een instagram-post aan dat hij samen met Katastroof een nieuwe versie van Zuipe heeft opgenomen, die later dit jaar uitkomt.
Op 29 november 2024 bracht Katastroof haar dertigste album uit, getiteld 'Foert!'. Op deze plaat staan enkele nummers met tongue-in-cheek humor over onder andere het woke-gebeuren ('LGBTQ+', 'Met de Wijven niks as Last' -de woke versie), de discussie rond Sinterklaas en Zwarte Piet ('Den Brief van Sinterklaas'), vrouwen in de overgang ('Ouwer Weurre'), maar ook als vanouds drinkliederen ('10 Pinten', 'Gezopen', 'Ik wil alleen maar drinken') en liedjes over vrouwen ('Mijn Madam') en relaties ('PAP-relatie'). Voor het eerst werd een versie van 'Jef Cognac' opgenomen, een Katastroofnummer dat reeds in de ontstaansperiode live werd gebracht.
In 2024 en begin 2025 speelde Katastroof een aantal optredens in het kader van hun 'Serjeuzen Toer', een theatertoernee waarbij de serieuzere ballades en liedjes van de band ten gehore werden gebracht. De liedjes werden aan elkaar gebabbeld door stand-up comedian Stefan Laenen.

## Censuur
Hoewel de groep tot ver buiten de Antwerpse regio populair is, zijn hun nummers zelden of nooit te horen via de radiozenders van de openbare omroep in Vlaanderen.
Dat de openbare omroep Katastroof effectief uit hun programmering weert, blijkt uit het verslag van de vergadering van de Commissie voor Cultuur, Media en Sport van 18 februari 2003. Daarin wordt verwezen naar de censuur die de zenders zichzelf opleggen om specifiek nummers van Katastroof te weren ter bescherming van de jeugd. In dit verslag werd volgend citaat van Marijke Dillen (Vlaams Blok) opgenomen: Enkele jaren geleden maakte de groep Katastroof in Vlaanderen ook minder verheffende liedjes die het goed deden bij de jongeren. De openbare omroep heeft toen beslist die van de radio te weren. Er is dus al een precedent. Marijke Dillen pleitte er tijdens deze vergadering voor om de censuur op Katastroof als precedent te gebruiken om nog meer liedjes van de zenders te weren, die de jeugdige geest zouden kunnen schaden.

## Bezettingen

### Huidige bandleden
- Jos Smos (pseudoniem van Jos Hermans);[16] zang, akoestische gitaar, trekzak, tenor banjo, enz.
- Wout Stout (pseudoniem van Wouter Potters); zang, akoestische gitaar, elektrische gitaar, bas, mandoline, keyboard, enz. Actief sinds september 2021.
- Eli Droge Keli (pseudoniem van Eli Hermans); zang, akoestische gitaar, elektrische gitaar, bas, mandoline, ukelele, enz. Actief sinds september 2021.

### Voormalige bandleden
- Jimmeke 't Slimmeke (pseudoniem van Julien Henderickx);[17] zang en gitaar. Stapte begin januari 1999 uit de groep
- Rob de Snob (pseudoniem van Rob Stafford);[18] zang, gitaar, basgitaar. Verliet in november 2005 de band
- Stef Bef (pseudoniem van Steven Boers);[19] zang, keyboard, gitaar, basgitaar enz. Actief van begin 2002 tot mei 2021.
- Zjuul Krapuul; zang, akoestische gitaar, elektrische gitaar, mandoline enz. Actief van 1977 tot september 2021.

### Bezettingen en albums
| Periode      | Leden                                           | Studioalbums |
| ------------ | ----------------------------------------------- | --- |
| 1977 -1999   | Jos, Zjuul, Rob, Jim                            | - Stront aan de knikker (1978) - Foefelen (1979) - Stront aan de knikker 2 (1980) - De zuipschuit (1981) - Den aard van 't beest (1982) - Noch vis noch vlees (1984) - Hete winters (1986) - Den aanhouwer wint (1988) - Duveltjeskermis (1990) - Monsterboelekes (1991) - Ramp-zalig (1994) - Zwijnen zonder parels (1996) - Nachtbraken (1997) - Leven in de brouwerij (1998) |
| 2000 - 2002  | Jos, Zjuul, Rob                                 | - Den drol van Janus (2000) |
| 2002 - 2005  | Jos, Zjuul, Rob, Stef                           | - (m)Oraalridders (2002) - Alloewien (2003) - Vossen (2004) - Efkes serjeus (2005) |
| 2006 - 2008  | Jos, Zjuul, Stef (met bassist en losse showman) | - Drij man en ne peerdekop (2006) - In 't zwart (2008) - Vetzakkerij (2009) als Kakastront - Drijendaertigers (2010) - Katastrofalia (2011) - Vrindjespolletiek (2013) als Katastroof en aender gaste! - Loezers (2014) - Van 't Schap (Katastrofalia 2) (2016) - Het Leger des Geils (2017) - Karstekinnekes (2018)                                                            |
| 2009 - 2021  | Jos, Zjuul, Stef                                | - Drij man en ne peerdekop (2006) - In 't zwart (2008) - Vetzakkerij (2009) als Kakastront - Drijendaertigers (2010) - Katastrofalia (2011) - Vrindjespolletiek (2013) als Katastroof en aender gaste! - Loezers (2014) - Van 't Schap (Katastrofalia 2) (2016) - Het Leger des Geils (2017) - Karstekinnekes (2018)                                                            |
| 2021         | Jos, Zjuul en kandidaat-muzikanten              | / |
| 2021 - heden | Jos, Wout, Eli                                  | - Zottekot (2022) - Foert! (2024) |

## Discografie

### Albums
| Album met hitnotering(en) in de Vlaamse Ultratop 200 albums | Datum van verschijnen | Datum van binnenkomst | Hoogste positie                   | Aantal weken | Opmerkingen                     |
| ----------------------------------------------------------- | --------------------- | --------------------- | --------------------------------- | ------------ | ------------------------------- |
| Stront aan de knikker                                       | 1978                  | -                     |                                   |              |                                 |
| Foefelen                                                    | 1979                  | -                     |                                   |              |                                 |
| Stront aan de knikker 2                                     | 1980                  | -                     |                                   |              |                                 |
| De zuipschuit                                               | 1981                  | -                     |                                   |              |                                 |
| Den aard van 't beest                                       | 1982                  | -                     |                                   |              |                                 |
| Noch vis noch vlees                                         | 1984                  | -                     |                                   |              |                                 |
| Hete winters                                                | 1986                  | -                     |                                   |              |                                 |
| Den aanhouwer wint                                          | 1988                  | -                     |                                   |              |                                 |
| Duveltjeskermis                                             | 1990                  | -                     |                                   |              |                                 |
| Monsterboelekes                                             | 1991                  | -                     |                                   |              |                                 |
| Ramp-zalig                                                  | 1994                  | -                     |                                   |              |                                 |
| Zwijnen zonder parels                                       | 1996                  | -                     |                                   |              |                                 |
| Nachtbraken                                                 | 1997                  | -                     |                                   |              |                                 |
| Leven in de brouwerij                                       | 1998                  | -                     |                                   |              |                                 |
| De beste                                                    | 2000                  | 26 februari 2000      | 15                                | 41           | Verzamelalbum                   |
| Den drol van Janus                                          | 2000                  | -                     |                                   |              |                                 |
| Jubilee ceedee - 25 jaar Katastroof                         | 2002                  | 21 februari 2004      | 7 (Mid Price chart)               | 23           | Verzamelalbum                   |
| (m)Oraalridders                                             | 2002                  | -                     |                                   |              |                                 |
| Alloewien                                                   | 2003                  | -                     |                                   |              |                                 |
| Vossen                                                      | 2004                  | -                     |                                   |              |                                 |
| Efkes serjeus                                               | 2005                  | 5 november 2005       | 66                                | 3            |                                 |
| Drij man en ne peerdekop                                    | 2006                  | -                     |                                   |              |                                 |
| Lak as nief                                                 | 2007                  | -                     |                                   |              | Verzamelalbum                   |
| In 't zwart                                                 | 21 november 2008      | 15 november 2008      | 98                                | 1            |                                 |
| Vetzakkerij                                                 | 2009                  | 6 juni 2009           | 66                                | 4            | als Kakastront                  |
| Drijendaertigers                                            | 26 november 2010      | -                     |                                   |              |                                 |
| (Niks oem 't) Lijf!                                         | 25 februari 2011      | 12 maart 2011         | 37 (Belgische Album Top 40)       | 2            | Livealbum                       |
| Katastrofalia                                               | 25 november 2011      | 10 december 2011      | 97                                | 1            |                                 |
| Back to back                                                | 29 juni 2012          | 7 juli 2012           | 1                                 | 33           | met De Strangers                |
| Vrindjespolletiek                                           | 27 maart 2013         | 13 april 2013         | 44 (13 in Belgische Album Top 40) | 17           | als Katastroof en aender gaste! |
| Loezers                                                     | 30 mei 2014           | 7 juni 2014           | 63 (18 in Belgische Album Top 40) | 12           |                                 |
| Van 't Schap (Katastrofalia 2)                              | 4 november 2016       | 12 november 2016      | 18 (7 in Belgische Album Top 40)  | 17           |                                 |
| 40 jaar Katastroof + Het Leger des Geils                    | 19 mei 2017           | 27 mei 2017           | 9 (3 in Belgische Album Top 40)   | 31           |                                 |
| Karstekinnekes                                              | 16 november 2018      | 24 november 2018      | 37 (15 in Belgische Album Top 40) | 7            |                                 |
| Zottekot                                                    | 9 september 2022      | 17 september 2022     | 16                                | 3            |                                 |
| Foert!                                                      | 7 december 2024       | 28 december 2024      | 105                               | 2            |                                 |

### Singles
| Single met hitnotering(en) in de Vlaamse Ultratop 50 | Datum van verschijnen | Datum van binnenkomst | Hoogste positie | Aantal weken | Opmerkingen                 |
| ---------------------------------------------------- | --------------------- | --------------------- | --------------- | ------------ | --------------------------- |
| Zuipe! (Gek-O-Man radio edit)                        | 2000                  | 15 april 2000         | 7               | 20           | Nr. 7 in de Radio 2 Top 30  |
| Met de wijven niks as last (Gek-O-Man remix)         | 2000                  | 29 juli 2000          | 15              | 10           | Nr. 15 in de Radio 2 Top 30 |
| 't Deuts lieke                                       | 2001                  | 6 januari 2001        | 48              | 1            |                             |
| Zuipe anno 2006                                      | 2006                  | 1 juli 2006           | 31              | 3            | met ZatteVrienden.be        |

## Trivia
Het eerste album Stront aan de knikker uit 1978 werd in 1980 (op twee nummers na) helemaal opnieuw opgenomen als Stront aan de knikker 2.